# Vuelta Ciclista del Uruguay 2006

## Información
La 63ª edición de la Vuelta Ciclista del Uruguay, se disputó del 7 al 16 de abril de 2006.
Contó con la presencia de 13 equipos uruguayos, 2 de Argentina, 1 de España y 1 de Chile. Tuvo la particularidad de que la Federación Ciclista Uruguaya volvió a permitir la participación de ciclistas "libres" (sin conformar un equipo de 4 por lo menos), para aumentar la cantidad de participantes.
Se recorrieron 1272 km divididos en 10 etapas, con una crono (8.ª etapa)de 33.2 km.

## Desarrollo
Fue una carrera muy cambiante y emocionante, en la que Néstor Pías y Hernán Cline se fueron intercambiando la malla oro durante las 10 etapas.
Ya en la primera etapa un grupo de 31 ciclistas se distanciaron 54s del pelotón. En la 2.ª, Hernán Cline, Néstor Pías, Luis Alberto Martínez, Jorge Bravo y Guillermo Brunetta, llegaron escapados a Piriápolis con una ventaja de 2' 44s, quedando estos 5 corredores distanciados del resto a más de 3' en la general. 
En la 3.ª, un grupo de 13 entre los que estaban Milton Wynants, Richard Mascarañas y Wilder Miraballes, llegaron con 2' 10s de ventaja a Rocha y lograron meterse en la pelea por la clasificación general otra vez.
La 4.ª etapa a Melo fue muy decisiva, Néstor Pías, Luis Alberto Martínez, Jorge Bravo, Guillermo Brunetta, Hernán Cline y Geovane Fernández se fugaron del pelotón sacando una gran ventaja. Cerca del final de la etapa, Cline y Fernández se rezagaron y perdieron 56s, mientras que un grupo de 8 corredores llegaba a 3' 03s y el pelotón principal a 7' 21s.
Sin mayores novedades se llegó a la crono en Durazno, donde los primeros en la general hicieron los mejores tiempos. Ganó Guillermo Brunetta con un tiempo de 41' 38s, 2.º Hernán Cline a 1' 06s, 3.º Néstor Pías a 1' 44s, 4.º Jorge Bravo a 1' 50s y Luis Alberto Martínez fue 7.º a 2' 23s.
En la general quedó Hernán Cline primero, distanciado por 1s de Guillermo Brunetta, Pías a 1' 05s, Bravo a 1' 33s y Martínez a 1' 49s.
Pero no se había acabado la carrera. En la etapa siguiente (a Trinidad), 6 competidores entre los que estaban Néstor Pías y Jorge Bravo llegaron escapados con 1' 12s de diferencia y Pías recuperó la malla oro quedando Cline a 19s, Brunetta a 20s y Jorge Bravo a 40s.
Sin Cambios se llegó al final en Montevideo y Néstor Pías se consagró ganador, pero, análisis antidopaje a él y a Hernán Cline dieron positivos y fueron ambos descalificados por lo que el vencedor fue Guillermo Brunetta.

## Equipos y Ciclistas Participantes
| Federación de Chile Chile                                                                                          | Fuenlabrada España | Agrupación de Piqueteros Argentina |
| - 1. Víctor Cárcamo - 2. Sergio Ortega - 3. Jorge Contreras - 4. César Oliva - 5. Juan Bravo - 6. Juan Alvarado    | - 11. Carlos Ramírez - 12. Antonio Berrocal - 13. Jorge Barba - 14. César Neira - 15. David Alfonso - 16. Osvaldo Frossaco | - 21. Agustín Chávez - 22. Sergio Montiveros - 23. Darío Ramírez - 24. Saúl Saldaño - 25. Daniel Castro - 26. Juan Lasarte                     |
| Rodados Nene Argentina                                                                                             | Amanecer Uruguay | Fénix Uruguay |
| - 31. Facundo Bazzi - 32. Gastón Corsaro - 33. Elbio Alborcén - 34. Gonzalo Romero - 35. Daniel Suárez             | - 41. Néstor Pías - 42. Geovane Fernández - 43. Héctor Aguilar - 44. Mateo Sasso - 45. Álvaro Suárez                       | - 51. Edgardo Rodríguez - 52. Luis Alberto Martínez - 53. José Luis Miraglia - 54. Eleno Rodríguez - 55. Gonzalo Tagliabúe - 56. Milton García |
| Cruz del Sur Uruguay                                                                                               | Alas Rojas Uruguay | Caua Uruguay |
| - 61. Jorge Bravo - 62. Néstor Aquino - 63. Wilder Miraballes - 64. Mario Sasso - 65. Carlos Calcerrada            | - 71. Milton Wynants - 72. Hernán Cline - 73. Richard Mascarañas - 74. Agustín Margalef                                    | - 82. Christian Villanueva - 83. Federico Perfecto - 84. Martín Bentancort - 85. Walter Rafael Silva                                           |
| Urupan Uruguay | Villa Teresa Uruguay | Champagnat Sprinter Uruguay |
| - 91. Fernando Cardozo - 92. Freddy Peralta - 93. Juan Andrés Ramírez - 94. Javier Moreira - 95. Winston Tarragona | - 101. Guillermo Brunetta - 102. Ricardo Guedes - 103. Pablo Pintos - 104. Pedro Castex                                    | - 111. Juan Branco - 112. Abel de Lima - 113. Diego Fernández - 114. Luis Saavedra - 115. Luis Revello                                         |
| Federación de Rocha Uruguay                                                                                        | C.C. Maldonado Uruguay | Pinares Uruguay |
| - 121. Juan Sosa - 122. Jorge Cardozo - 123. Carlos Pereira - 124. Pablo Quintana                                  | - 131. Gustavo Aquino - 132. Miguel Lombardo - 133. Emanuel Yánez - 134. Fabián Revetria - 135. Guillermo Machado          | - 141. Víctor Hugo Cabrera - 142. Carlos Giménez - 143. Leonardo Fernández - 144. Gustavo Cozzi - 145. Rubén Ways                              |
| Asconeguy C.C. Uruguay                                                                                             | Alas Rojas de Juan Lacaze Uruguay                                                                                          | Pedrera de Rocha Uruguay |
| - 151. Leonardo Márquez - 152. Renzo Iriarte - 153. José Martínez - 154. Jorge Tajam                               | - 171. Germán Sánchez - 172. Ignacio Cozzi                                                                                 | |

## Etapas
| Etapa      | Fecha       | Recorrido                         | km         | Ganador                           | Líder             |
| 1.ª etapa  | 7 de abril  | Montevideo-Minas(Arequita)        | 122        | Wilder Miraballes (Cruz del Sur)  | Wilder Miraballes |
| 2.ª etapa  | 8 de abril  | Minas-San Carlos-Piriápolis       | 134        | Hernán Cline (Alas Rojas)         | Hernán Cline      |
| 3.ª etapa  | 9 de abril  | Piriápolis-Rocha                  | 132.3      | Wilder Miraballes (Cruz del Sur)  | Hernán Cline      |
| 4.ª etapa  | 10 de abril | José Pedro Varela-Melo            | 147        | Néstor Pías (Amanecer)            | Néstor Pías       |
| 5.ª etapa  | 11 de abril | Vichadero-Rivera                  | 141        | Richard Mascarañas (Alas Rojas)   | Néstor Pías       |
| 6.ª etapa  | 12 de abril | Rivera-Tacuarembó                 | 150.5      | Héctor Aguilar (Amanecer)         | Néstor Pías       |
| 7.ª etapa  | 13 de abril | Curtina-Durazno                   | 154        | Héctor Aguilar (Amanecer)         | Hernán Cline      |
| 8.ª etapa  | 14 de abril | Durazno-Durazno                   | 33.2 (CRI) | Guillermo Brunetta (Villa Teresa) | Hernán Cline      |
| 9.ª etapa  | 15 de abril | Durazno-Trinidad-Durazno-Trinidad | 124.8      | Emanuel Yanez (C.C. Maldonado)    | Néstor Pías       |
| 10.ª etapa | 16 de abril | San José-Montevideo               | 133.4      | Héctor Aguilar (Amanecer)         | Néstor Pías       |

## Clasificaciones finales
| \| 1. \| Guillermo Brunetta \| Argentina \| Villa Teresa Uruguay \| 29h 36' 01" \| \| 2. \| Jorge Bravo \| Uruguay \| Cruz del Sur Uruguay \| + 21" \| \| 3. \| Luis Alberto Martínez \| Uruguay \| Fénix Uruguay \| + 1' 41" \| \| 4. \| Geovane Fernández \| Uruguay \| Amanecer Uruguay \| + 2' 19" \| \| 5. \| Jorge Contreras \| Chile \| Federación de Chile Chile \| + 4' 27" \| \| 6. \| Gonzalo Tagliabúe \| Uruguay \| Fénix Uruguay \| + 6' 56" \| \| 7. \| Milton Wynants \| Uruguay \| Alas Rojas Uruguay \| + 7' 03" \| \| 8. \| Wilder Miraballes \| Uruguay \| Cruz del Sur Uruguay \| + 8' 36" \| \| 9. \| Richard Mascarañas \| Uruguay \| Alas Rojas Uruguay \| + 10' 03" \| \| 10. \| Mateo Sasso \| Uruguay \| Amanecer Uruguay \| + 11' 51" \| \| 11. \| Héctor Aguilar \| Uruguay \| Amanecer Uruguay \| + 12' 21" \| \| 12. \| Carlos Calcerrada \| Uruguay \| Cruz del Sur Uruguay \| + 12' 48" \| \| 13. \| Eleno Rodríguez \| Uruguay \| Fénix Uruguay \| + 14' 06" \| \| 14. \| Leonardo Márquez \| Uruguay \| Asconeguy C.C. Uruguay \| + 14' 46" \| \| 15. \| Antonio Berrocal \| España \| Fuenlabrada España \| + 16' 06" \| \| 16. \| Freddy Peralta \| Uruguay \| Urupan Uruguay \| + 16' 07" \| \| 17. \| Luis Revello \| Uruguay \| Champagnat Sprinter Uruguay \| + 16' 12" \| \| 18. \| Mario Sasso \| Uruguay \| Cruz del Sur Uruguay \| + 17' 50" \| \| 19. \| Sergio Montivero \| Argentina \| Agrupación Piqueteros Argentina \| + 17' 59" \| \| 20. \| Sergio Ortega \| Chile \| Federación de Chile Chile \| + 18' 04" \| |                       |           |                                 |             |
| 1. | Guillermo Brunetta    | Argentina | Villa Teresa Uruguay            | 29h 36' 01" |
| 2. | Jorge Bravo           | Uruguay   | Cruz del Sur Uruguay            | + 21"       |
| 3. | Luis Alberto Martínez | Uruguay   | Fénix Uruguay                   | + 1' 41"    |
| 4. | Geovane Fernández     | Uruguay   | Amanecer Uruguay                | + 2' 19"    |
| 5. | Jorge Contreras       | Chile     | Federación de Chile Chile       | + 4' 27"    |
| 6. | Gonzalo Tagliabúe     | Uruguay   | Fénix Uruguay                   | + 6' 56"    |
| 7. | Milton Wynants        | Uruguay   | Alas Rojas Uruguay              | + 7' 03"    |
| 8. | Wilder Miraballes     | Uruguay   | Cruz del Sur Uruguay            | + 8' 36"    |
| 9. | Richard Mascarañas    | Uruguay   | Alas Rojas Uruguay              | + 10' 03"   |
| 10. | Mateo Sasso           | Uruguay   | Amanecer Uruguay                | + 11' 51"   |
| 11. | Héctor Aguilar        | Uruguay   | Amanecer Uruguay                | + 12' 21"   |
| 12. | Carlos Calcerrada     | Uruguay   | Cruz del Sur Uruguay            | + 12' 48"   |
| 13. | Eleno Rodríguez       | Uruguay   | Fénix Uruguay                   | + 14' 06"   |
| 14. | Leonardo Márquez      | Uruguay   | Asconeguy C.C. Uruguay          | + 14' 46"   |
| 15. | Antonio Berrocal      | España    | Fuenlabrada España              | + 16' 06"   |
| 16. | Freddy Peralta        | Uruguay   | Urupan Uruguay                  | + 16' 07"   |
| 17. | Luis Revello          | Uruguay   | Champagnat Sprinter Uruguay     | + 16' 12"   |
| 18. | Mario Sasso           | Uruguay   | Cruz del Sur Uruguay            | + 17' 50"   |
| 19. | Sergio Montivero      | Argentina | Agrupación Piqueteros Argentina | + 17' 59"   |
| 20. | Sergio Ortega         | Chile     | Federación de Chile Chile       | + 18' 04"   |

| \| 1. \| Héctor Aguilar \| Uruguay \| Amanecer \| 17 puntos \| \| 2. \| Wilder Miraballes \| Uruguay \| Cruz del Sur \| 13 puntos \| \| 3. \| Leonardo Márquez \| Uruguay \| Asconeguy C.C. \| 11 puntos \| |                   |         |                |           |
| 1. | Héctor Aguilar    | Uruguay | Amanecer       | 17 puntos |
| 2. | Wilder Miraballes | Uruguay | Cruz del Sur   | 13 puntos |
| 3. | Leonardo Márquez  | Uruguay | Asconeguy C.C. | 11 puntos |

| \| 1. \| Luis Alberto Martínez \| Uruguay \| Fénix \| 230 puntos \| \| 2. \| Héctor Aguilar \| Uruguay \| Amanecer \| 190 puntos \| \| 3. \| Wilder Miraballes \| Uruguay \| Cruz del Sur \| 160 puntos \| |                       |         |              |            |
| 1. | Luis Alberto Martínez | Uruguay | Fénix        | 230 puntos |
| 2. | Héctor Aguilar        | Uruguay | Amanecer     | 190 puntos |
| 3. | Wilder Miraballes     | Uruguay | Cruz del Sur | 160 puntos |

| \| 1. \| Amanecer \| Uruguay \| 88h 54' 27" \| \| 2. \| Alas Rojas \| Uruguay \| + 11' 52" \| \| 3. \| Cruz del Sur \| Uruguay \| + 14' 25" \| \| 4. \| Fénix \| Uruguay \| + 16' 19" \| \| 5. \| Federación de Chile \| Chile \| + 38' 22" \| |                     |         |             |
| 1. | Amanecer            | Uruguay | 88h 54' 27" |
| 2. | Alas Rojas          | Uruguay | + 11' 52"   |
| 3. | Cruz del Sur        | Uruguay | + 14' 25"   |
| 4. | Fénix               | Uruguay | + 16' 19"   |
| 5. | Federación de Chile | Chile   | + 38' 22"   |